# Farzad Ataie
Farzad Ghulam Ataie (tiếng Ba Tư: فرزاد غلام عطایی; sinh ngày 30 tháng 12 năm 1991) là một cầu thủ bóng đá người Afghanistan hiện tại thi đấu cho Toofaan Harirod F.C. ở Afghanistan. Anh cũng là thành viên của Đội tuyển bóng đá quốc gia Afghanistan. Anh mang áo số 4, và thi đấu ở vị trí hậu vệ.

## Sự nghiệp
Ataie hiện tại thi đấu cho Toofaan Harirod F.C. ở Giải bóng đá ngoại hạng Afghanistan.

## Sự nghiệp quốc tế
Ataie thi đấu mỗi trận trong chiến thắng của đội tuyển tại Giải vô địch bóng đá Nam Á 2013.  Trong trận bán kết với Nepal, anh bị chấn thương và phải chở đi bằng xe cấp cứu, nhưng cũng đã kịp hồi phục để thi đấu trận chung kết và giành chiến thắng trước Ấn Độ.
Trong trận giao hữu trước Kuwait, không may khi anh đá hỏng 2 quả phạt đền và nhận 1 thẻ đỏ.

## Danh hiệu
Toofan Harirod F.C.
- Giải bóng đá ngoại hạng Afghanistan 2012[4]

Afghanistan
- Giải vô địch bóng đá Nam Á 2013